# Nick Bonino

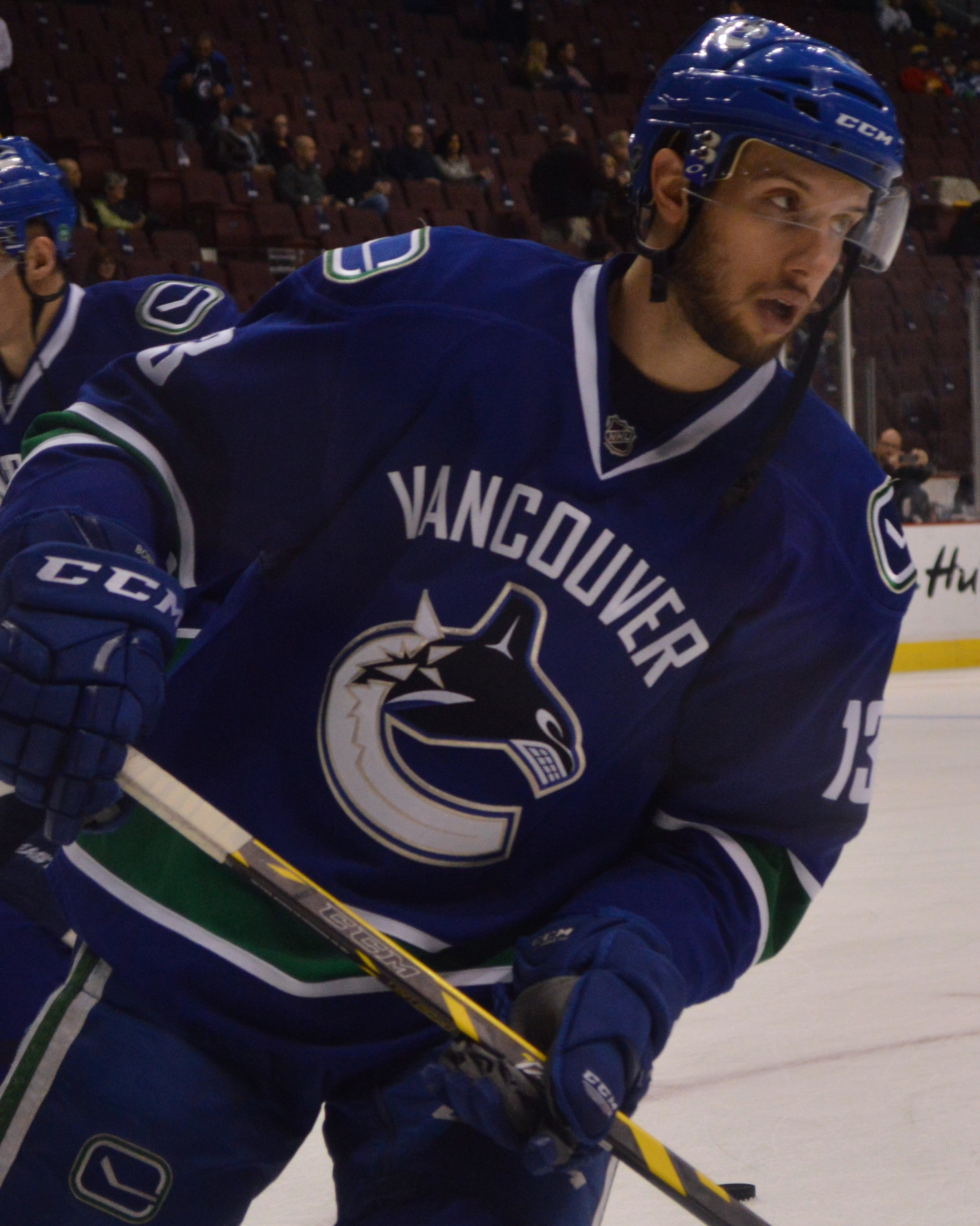
W barwach Vancouver Canucks w 2015

Nicholas Lawrence Bonino (ur. 20 kwietnia 1988 w Hartford, Connecticut, USA) – amerykański hokeista, gracz ligi NHL; reprezentant USA.

## Kariera klubowa
- Boston University (2007 - 22.03.2010)
- Anaheim Ducks (22.03.2009 - 27.06.2014)
  -  Syracuse Crunch (2010 - 2012)
  -  Neumarkt/Egna (2012 - 2013) - lokaut w NHL
- Vancouver Canucks (27.06.2014 - 28.07.2015)
- Pittsburgh Penguins (28.07.2015 - 1.07.2017)
- Nashville Predators (1.07.2017 -)

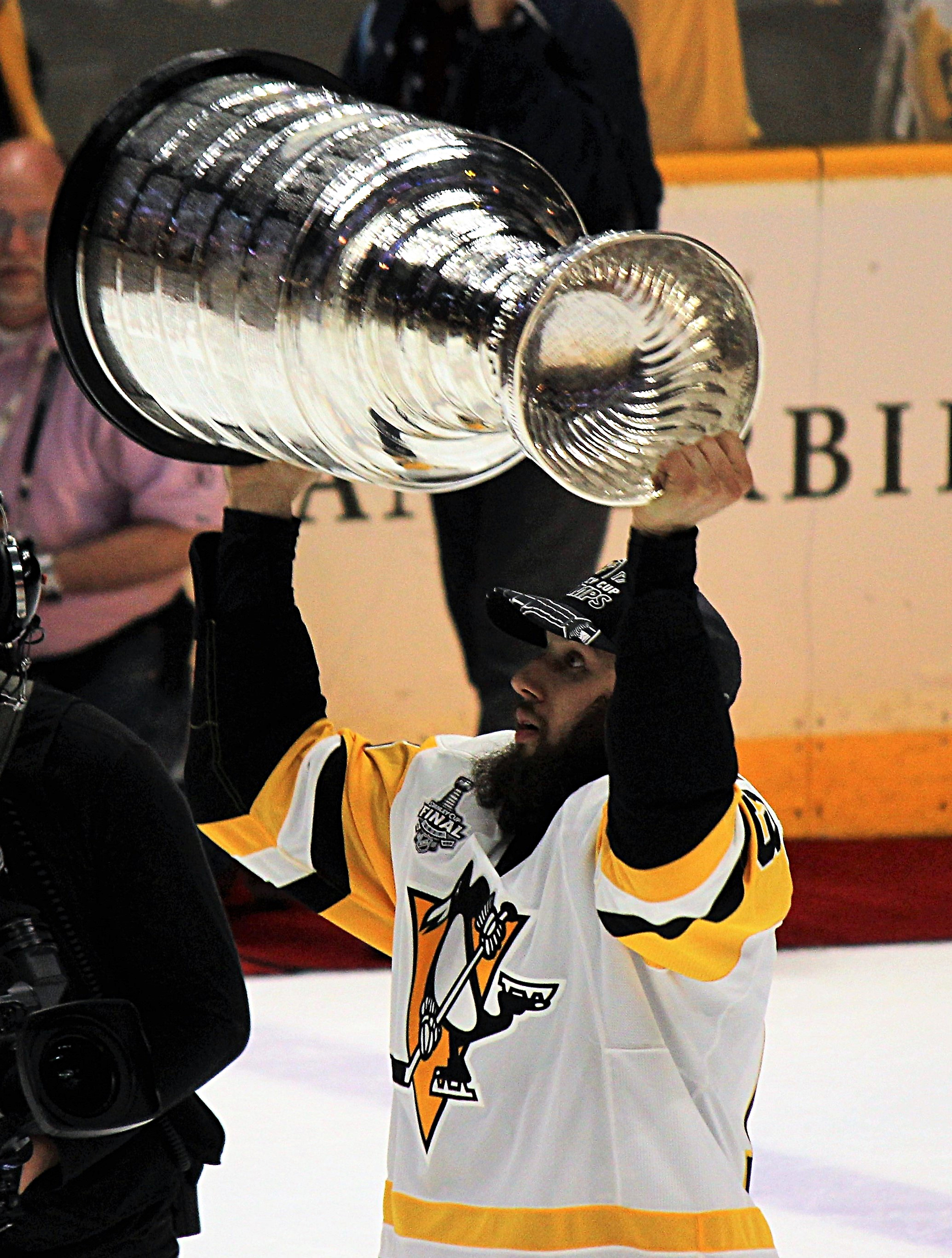
11.06.2017 z Pucharem Stanleya

## Kariera reprezentacyjna
- Reprezentant USA na MŚ 2015
- Reprezentant USA na MŚ 2018

## Sukcesy
Reprezentacyjne
- Brązowy medal mistrzostw świata: 2015, 2018

Klubowe
- Puchar Stanleya: 2016, 2017